# Alan Robinson
Alan Robinson (Fareham, 1937. november 26. –) angol nemzetközi labdarúgó-játékvezető.

## Pályafutása

### Nemzeti játékvezetés
Játékvezetésből 1956-ban Hampshireban vizsgázott. Vizsgáját követően a Hampshire Labdarúgó-szövetség által üzemeltetett labdarúgó bajnokságokban kezdte sportszolgálatát[forrás?]. Az Angol Labdarúgó-szövetség (FA) Játékvezető Bizottságának (JB) minősítésével Championship, majd 1966-tól a Premier League játékvezetője. Küldési gyakorlat szerint rendszeres partbírói szolgálatot is végzett. A nemzeti játékvezetéstől 1986-ban visszavonult.
FA-kupa
| Időpont         | Helyszín                | Mérkőzés típusa | Mérkőzés                | Partbírók              | Eredmény | Nézők száma |
| --------------- | ----------------------- | --------------- | ----------------------- | ---------------------- | -------- | ----------- |
| 1986. május 10. | Wembley Stadion, London | döntő           | Liverpool FC–Everton FC | Robbie Hart/Allan Gunn | 3 – 1    | 98 000      |

### Nemzetközi játékvezetés
Az Angol labdarúgó-szövetség JB terjesztette fel nemzetközi játékvezetőnek, a Nemzetközi Labdarúgó-szövetség (FIFA) 1983-tól tartotta nyilván bírói keretében. Visszavonulásakor Allan Gunn váltotta. A FIFA JB központi nyelvei közül az angolt beszéli. Több nemzetek közötti válogatott mérkőzésen partbíróként, valamint Kupagyőztesek Európa-kupája, UEFA-kupa klubmérkőzésen játékvezetőként illetve partbíróként tevékenykedett A  nemzetközi játékvezetéstől 1986-ban búcsúzott.

#### Nemzetközi kupamérkőzések

##### UEFA-kupa
| Időpont           | Helyszín                 | Mérkőzés típusa           | Mérkőzés                           | Eredmény |
| ----------------- | ------------------------ | ------------------------- | ---------------------------------- | -------- |
| 1984. október 24. | Parc des Princes, Párizs | előselejtező (2. forduló) | Paris Saint-Germain FC–Videoton FC | 2 – 4    |

## Sportvezetőként
Lancashire Labdarúgó-szövetség divíziójának tanácsosa.